# Reform Club

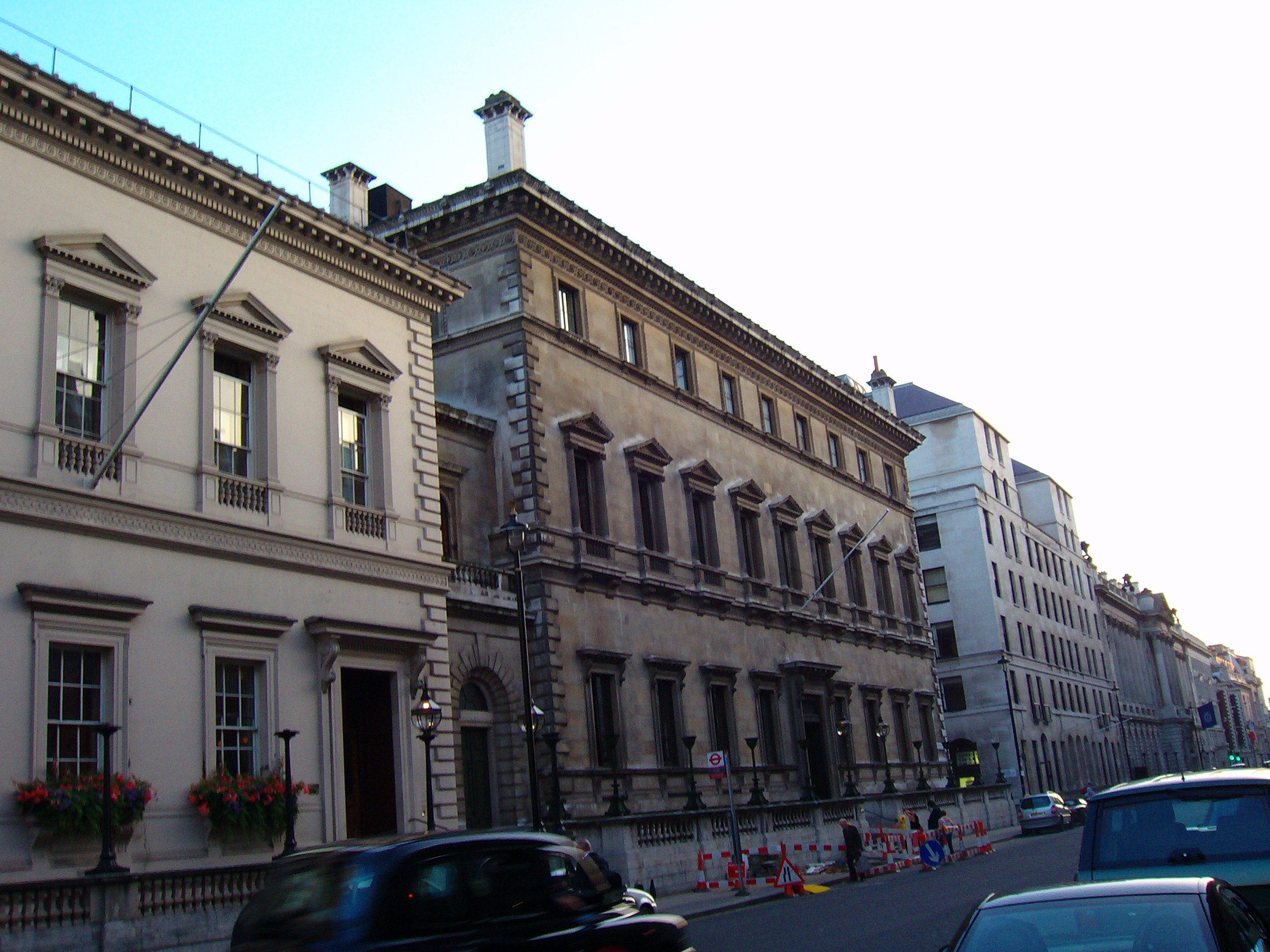
El Reform Club de Londres

El Reform Club es un club de caballeros situado en el lado sur de la calle Pall Mall (en el número 104), en el centro de Londres. Al principio solo admitía hombres pero, a partir de 1981, empezó a admitir mujeres. En 1978, las tasas de suscripción estaban entre las más altas de Londres.

## Historia
Fue fundado en 1836 por el diputado Whig Edward Ellice, cuya riqueza venía de la compañía de la Bahía de Hudson pero cuyo mayor entusiasmo era el asegurar que se aprobara la ley de reforma de 1832. El nuevo club, para miembros de ambas casas del Parlamento, fue creado para ser el centro de las ideas radicales que esa ley representaba, un bastión para las ideas liberales y progresistas que pronto se asoció al Partido Liberal.
El Brooks's Club, sede de la aristocracia Whig, no estaba preparado para abrir sus puertas a tal cantidad de nuevos hombres, por lo que inicialmente las reuniones se llevaron a cabo en la casa de Ellice para crear un club más grande, que promovería "el intercambio social de los reformadores del Reino Unido". Cuando un miembro del parlamento del Partido Liberal "cruzaba la línea" para unirse o trabajar con otro partido, se esperaba que esa persona renunciara al club. 
Hasta la caída del Partido Liberal, era de rigor para sus diputados ser miembros del Reform Club, que casi constituía una sede del partido, aunque el National Liberal Club, formado bajo el patronazgo de William Gladstone en 1882, era más inclusivo y se orientaba más hacia los grandes liberales y activistas del país.
El edificio, como su vecino el Travellers Club (n.º 106), fue diseñado por Charles Barry y abrió en 1841. Diseñado en base al palacio Farnesio de Roma, fue uno de los primeros clubes en tener habitaciones y una biblioteca con unos 75 000 volúmenes, la mayoría de historia política y biográfica. Es un edificio listado de grado I.
Con el declive del partido Liberal a mediados del siglo xx, el círculo aumentó el número de sus miembros con funcionarios del Tesoro, como contrapartida a su vecino el Travellers' Club, que vio como sus miembros procedían del Ministerio de Asuntos Exteriores.